# Olympische Sommerspiele 2000/Teilnehmer (Kap Verde)
| Gelbes Symbol für Goldmedaillen mit stilisierten Olympischen Ringen | Graues Symbol für Silbermedaillen mit stilisierten Olympischen Ringen | Braundes Symbol für Bronzemedaillen mit stilisierten Olympischen Ringen |
| ------------------------------------------------------------------- | --------------------------------------------------------------------- | ----------------------------------------------------------------------- |
| —                                                                   | —                                                                     | —                                                                       |

Kap Verde nahm bei den Olympischen Sommerspielen 2000 in der australischen Metropole Sydney mit zwei Athleten in einer Sportart teil.
Für das afrikanische Land war es nach 1996 die zweite Teilnahme an Olympischen Sommerspielen.

## Flaggenträger
Die Leichtathletin Isménia do Frederico trug die Flagge von Kap Verde während der Eröffnungsfeier im Stadium Australia.

## Teilnehmer nach Sportart

### Leichtathletik
- António Carlos Piña
Männer, Marathon: 67. Platz (2:29:46 h)
- Isménia do Frederico
Frauen, 100 m, in der 1. Runde ausgeschieden (12,99 s)